# Renato Gomes
Renato Gomes (georgisch რენატო გომეში, Teamname „Geor“, * 20. Januar 1981 in João Pessoa) ist ein ehemaliger georgischer Beachvolleyballspieler. Der gebürtige Brasilianer trat mit seinem Partner Jorge Terceiro (Teamname „Gia“) für Georgien an, um der großen Konkurrenz in der Heimat zu entgehen.

## Karriere
Geor/Gia, deren Künstlernamen zusammen die englische Bezeichnung für Georgien ergeben, spielten 2006 ihre ersten Open-Turniere. In diesem und im nächsten Jahr erreichten sie diverse Top-Ten-Platzierungen. Bei der Weltmeisterschaft 2007 gewannen sie ihr erstes Spiel und schieden trotzdem als Gruppenletzter nach der Vorrunde aus. Im gleichen Jahr mussten sie sich bei der EM in Valencia in der dritten Hauptrunde dem deutschen Duo Klemperer/Koreng geschlagen geben, ehe sie auf der Verliererseite an den Österreichern Doppler/Gartmayer scheiterten. 2008 wurden sie Fünfter beim Grand Slam in Klagenfurt und fuhren anschließend zu den Olympischen Spielen in Peking. Dort wurden sie erst im Halbfinale von den späteren Goldmedaillengewinnern Rogers/Dalhausser aus den USA gestoppt und verloren das Spiel um Bronze gegen die Brasilianer Ricardo/Emanuel.
Bei der WM 2009 in Stavanger schieden Geor/Gia nach der Vorrunde aus, weil sie im letzten Spiel den direkten Vergleich gegen die Franzosen Dugrip/Salvetti in drei Sätzen verloren. Das gleiche Schicksal ereilte sie bei der WM 2011 in Rom. Sie hatten das gleiche Satzverhältnis und die gleiche Punktzahl wie Thiago/Harley, aber das Spiel gegen die Brasilianer mit 0:2 verloren.